# Opfer-Abo
Opfer-Abo (Abo für Abonnement) ist ein Jörg Kachelmann zugeschriebenes Wort, dessen Urheberschaft und erstmalige Verwendung in der Öffentlichkeit nicht zweifelsfrei geklärt ist. Laut Jörg Kachelmanns eigener Aussage stammt es von seiner Ehefrau Miriam Kachelmann. Jörg Kachelmann selbst verwendete das Wort in einem Spiegel-Interview, eineinhalb Jahre nach dem Freispruch in einem Vergewaltigungsprozess. Es wurde im Januar 2013 zum deutschen Unwort des Jahres 2012 gewählt.

## Unwort des Jahres 2012
Im Herbst 2012 hatte Jörg Kachelmann in mehreren Interviews geäußert, dass Frauen ein „Opfer-Abo“ hätten. Mit ihm könnten sie ihre Interessen gegenüber Männern zum Beispiel in Form von Falschbeschuldigungen durchsetzen. In einem Interview der Zeitschrift Der Spiegel, bei dem er gemeinsam mit seiner Frau Miriam interviewt wurde, sagte Kachelmann: „Das ist das Opfer-Abo, das Frauen haben. Frauen sind immer Opfer, selbst wenn sie Täterinnen wurden. Menschen können aber auch genuin böse sein, auch wenn sie weiblich sind.“

### Begründung
Die Jury, bestehend aus Nina Janich (Sprecherin), Stephan Hebel, Kersten Sven Roth, Jürgen Schiewe und Martin Wengeler begründete die Wahl damit, dass das Wort Frauen „pauschal und in inakzeptabler Weise“ unter den Verdacht stelle, sexuelle Gewalt zu erfinden und damit selbst Täterinnen zu sein. Die Jury verweist darauf, dass nur fünf bis acht Prozent der von sexueller Gewalt betroffenen Frauen tatsächlich die Polizei einschalteten und dass es dabei in nur drei bis vier Prozent der Fälle zu einer Anzeige und einem Gerichtsverfahren komme. Der Begriff und die damit verbundene Aussage sei sachlich grob unangemessen. „Das Wort verstößt damit nicht zuletzt auch gegen die Menschenwürde der tatsächlichen Opfer.“

### Kommentare zur Wahl
Ludwig M. Eichinger, Direktor des Instituts für Deutsche Sprache in Mannheim, sagte, das Wort sei „zu wenig bekannt“; es handle sich allerdings „um eine nicht nett gemeinte Wortbildung in einem sehr emotional geführten Streit“.
Der Sprecher der Opferorganisation Weißer Ring Helmut Rüster bewertete die Wahl als „zweischneidiges Schwert“. Die Organisation meinte, es bestehe die Gefahr, ein Wort auf diese Weise erst populär zu machen und die Meinungen „Ewiggestriger“ zu bedienen. Auf der anderen Seite sei es wichtig, solche Begriffe zu enttarnen.
Bernd Matthies gestand im Tagesspiegel Kachelmann zu, die Aussage in subjektiv legitimer Weise als Selbstverteidigung zu verwenden, und kritisierte, dass die Vorgeschichte bzw. die Zusammenhänge bei der Wahl eines Unwortes ignoriert würden: „Die Wahl entkleidet die Begriffe jeglichen Zusammenhangs und zeigt damit nur eine nach Belieben zu verzerrende Oberfläche.“
Der Sprachwissenschaftler Gerrit Kloss kritisierte in der FAZ am Beispiel des Opfer-Abos, dass die Jury (entgegen ihrem eigenen Anspruch) Unwörter „kreiert“. Betrachte man das betreffende Interview im Spiegel, sei der Ausgangspunkt die Frage des Spiegels: „Wie konnten Sie in dieser Frau diesen Hass provozieren?“ Kachelmanns mitinterviewte Frau fand „schon die Frage falsch“ und fragte zurück, ob eine Frau gefragt werde, was sie im Mann ausgelöst habe, wenn der Mann gewalttätig geworden sei. Nachdem der Interviewer insistierte, fiel der eingangs zitierte Satz. Die logischen Subjekte des „Opfer-Abos“ seien in diesem Kontext nicht die Frauen, sondern diejenigen in der Öffentlichkeit, die wertend auf männlich-weibliche Täter-Opfer-Konstellationen blickten. Damit sei der Vorwurf hinfällig, das Wort „Opfer-Abo“ verstoße gegen die Menschenwürde.
Erik Wenk wies in der taz darauf hin, dass ein „Opfer“ in der Jugendsprache eine schwache, dumme oder unterlegene Person sei, die an ihrer schlechten Behandlung selber schuld sei. Kachelmann habe „allen Sexisten ein Wort geschenkt, mit dem Frauenquote und Gleichberechtigung als das Gejammer begrenzter Feministinnen abgetan werden könnten. Ein Abo zu haben unterstelle zudem, das man sich dieses „Anrecht“ bewusst erarbeitet habe und danach operiere. Wie gefährlich diese Haltung sei, könne man in Indien sehen, wo sich nach dem Vergewaltigungsskandal Stimmen gemeldet hätten, das Opfer sei ja selbst schuld gewesen. Das sei jedoch ebenso absurd wie ein „Täter-Abo“ für Männer.“